# Артёмова, Вера Александровна
Вера Александровна Артёмова (род. 27 февраля 1970, Электросталь) — советская синхронистка, чемпионка СССР (1987) и чемпионка Европы (1991) в групповых упражнениях. Мастер спорта СССР международного класса (1986).

## Биография
Вера Артёмова родилась 27 февраля 1970 года в городе Электросталь (Московская область). Начала заниматься синхронным плаванием в возрасте 10 лет у Ольги Асеевой. В 1983 году продолжила тренироваться под руководством Татьяны Покровской. 
С середины 1980-х и до начала 1990-х годов была одной из ведущих советских синхронисток, становилась победительницей и многократным призёром чемпионатов СССР в разных видах программы. В тот же период времени входила в сборную страны, в 1987 и 1989 годах выигрывала серебряные медали чемпионатов Европы в групповых упражнениях, а в 1991 году завоевала титул чемпионки Европы в той же дисциплине.
В 1991 году завершила свою спортивную карьеру. В 1993 году окончила Московский областной государственный институт физической культуры. В том же году переехала в Киев, где занимается тренерской деятельностью в Олимпийском колледже имени Ивана Поддубного.